# Viktor Sokol
Viktor Petrovič Sokol (in russo Виктор Петрович Сокол?; in bielorusso Віктар Пятровіч Сокал?; Minsk, 6 dicembre 1954) è un allenatore di calcio ed ex calciatore sovietico, dal 1991 bielorusso, di ruolo attaccante.
È padre di Viktor Sokol, anch'egli calciatore nonché suo omonimo.
Ha toccato il punto più alto della sua carriera nella Coppa dei Campioni 1983-1984 in cui segnò 6 gol e divenne capocannoniere dell'edizione.

## Palmarès

### Giocatore

#### Club
- Campionato sovietico: 1

Dinamo Minsk: 1982

#### Individuale
- Capocannoniere della Coppa dei Campioni: 1

1983-1984 (6 gol)

### Allenatore
- Coppa di Bielorussia: 1

Dinamo-93 Minsk: 1994-1995